# Jüdischer Friedhof (Oestrich-Winkel)

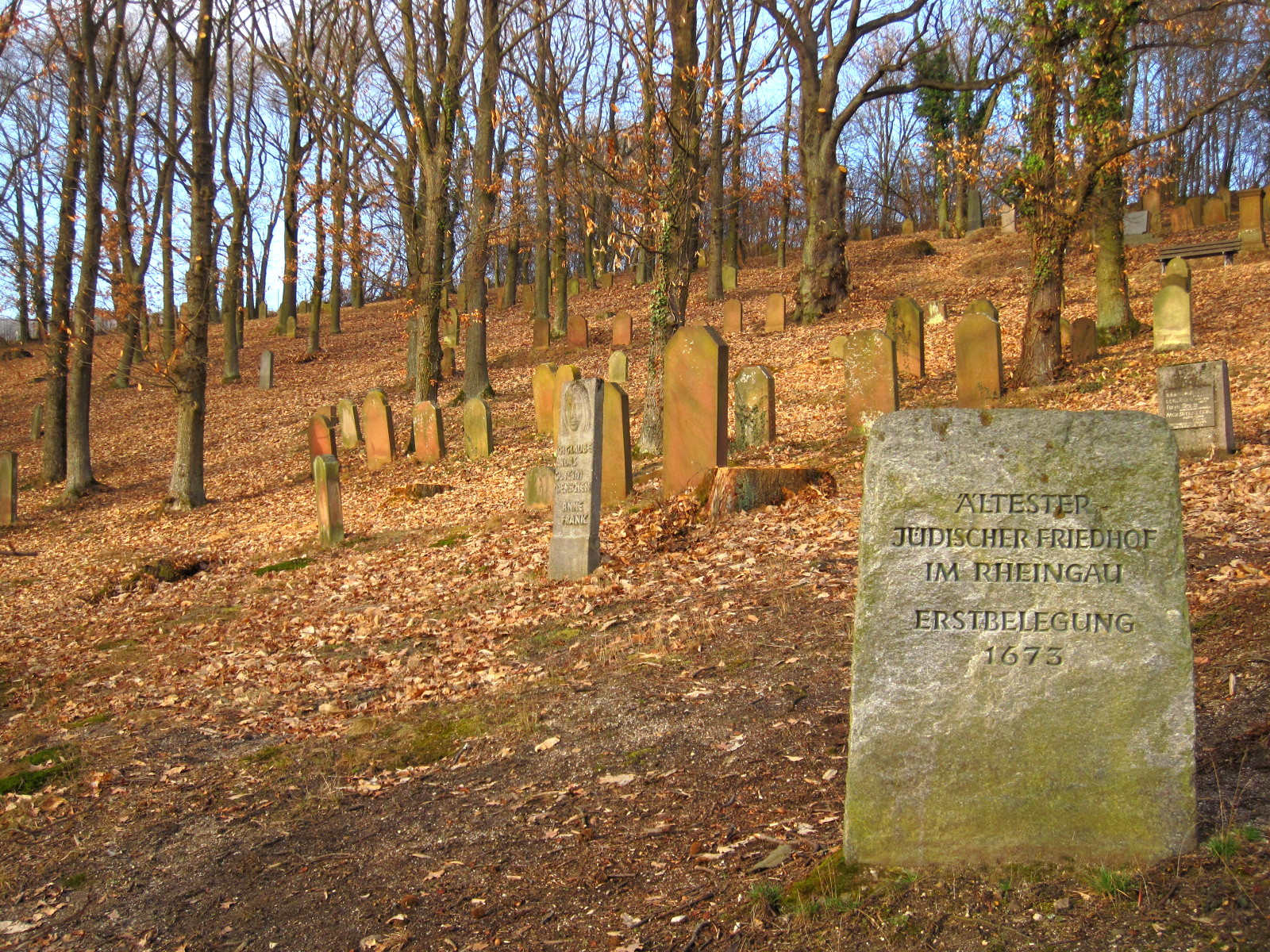
Jüdischer Friedhof Oestrich-Winkel

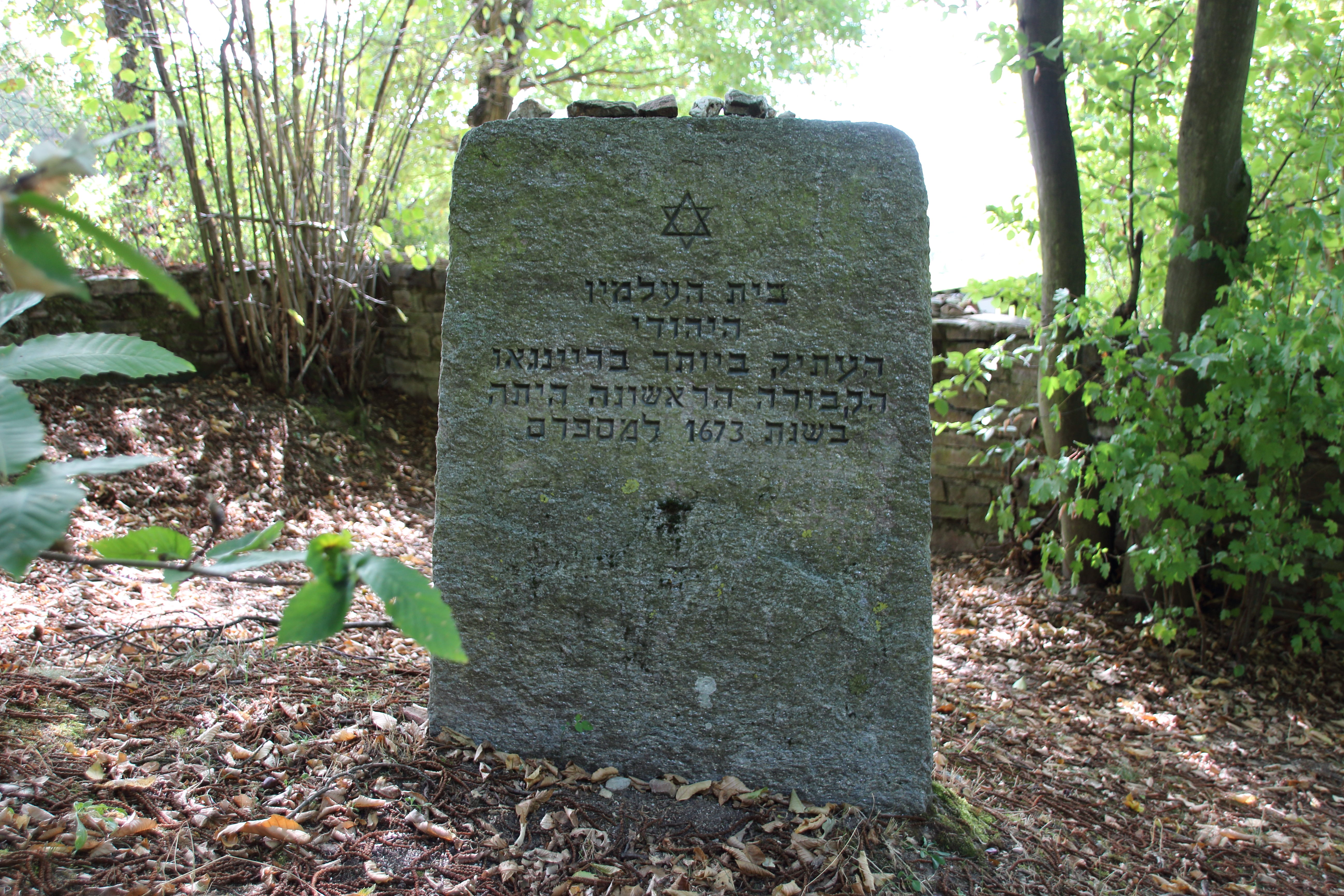
Rückseite des Gedenksteins für den ältesten jüdischen Friedhof des Rheingaus auf Hebräisch

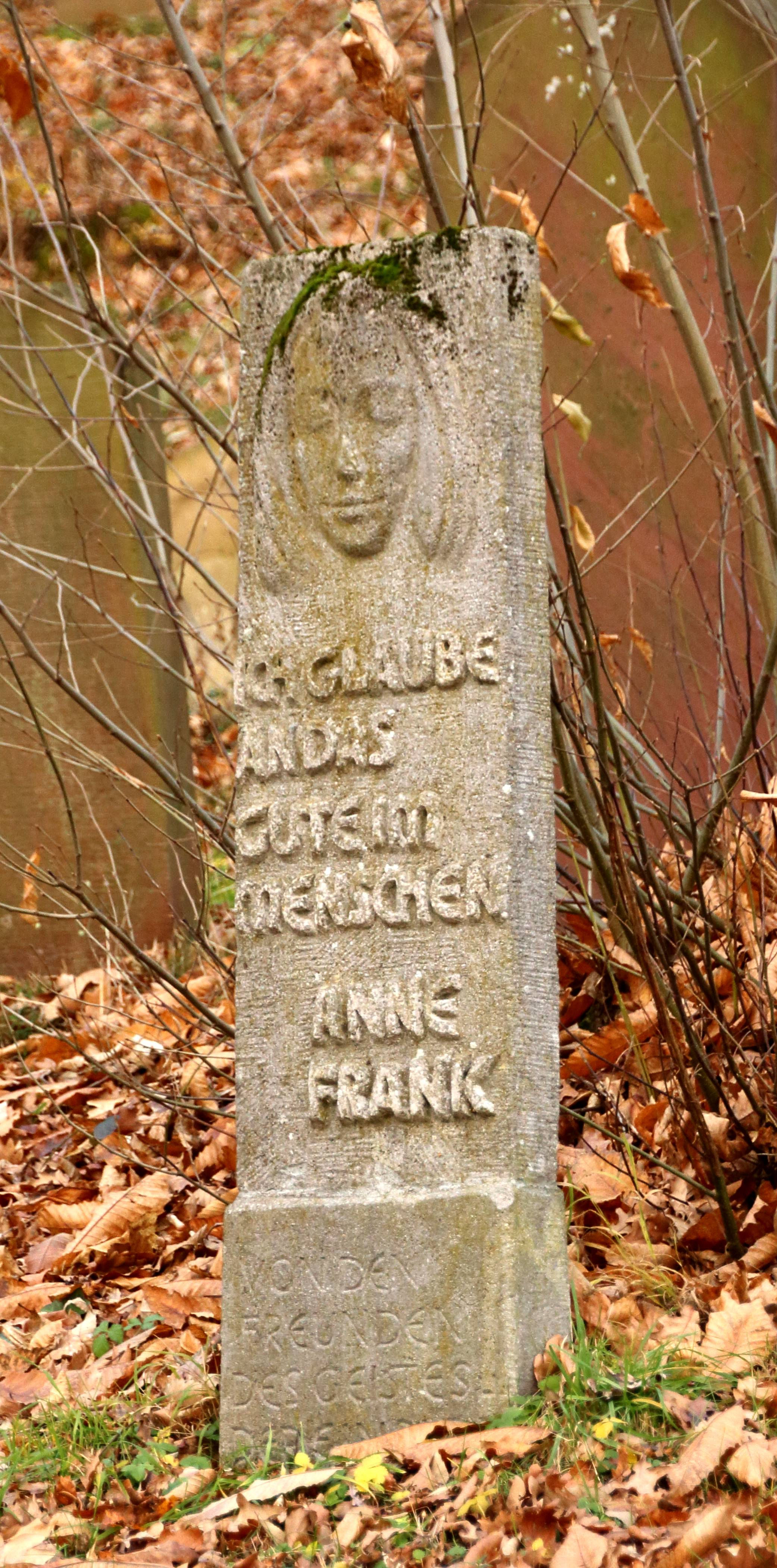
Anne-Frank-Gedenkstein des Bildhauers Anton Haust

Der Jüdische Friedhof Oestrich-Winkel ist ein jüdischer Friedhof in der Gemarkung der Stadt Oestrich-Winkel im Rheingau-Taunus-Kreis in Hessen. Er gilt als ältester erhaltener jüdischer Friedhof im Rheingau.

## Geschichte
Laut Inschrift auf einem Gedenkstein aus der 2. Hälfte des 20. Jahrhunderts wurde der Friedhof das erste Mal 1673 belegt, jedoch weist ein Grabstein als Sterbedatum des Verstorbenen bereits den 13. März 1625 aus. Der Friedhof wurde bis 1890 als einziger jüdischer Friedhof im Rheingau von vielen jüdischen Gemeinden genutzt, bis diese teilweise eigene Friedhöfe bekamen. Eine letzte Belegung erfolgte 1974. Abzüglich zweier Gedenksteine bestehen auf dem Friedhof 145 Grabsteine. Der Gedenkstein für Anne Frank wurde um 1970 von Anton Haust geschaffen.

## Geographische Lage
Der Friedhof liegt in der Gemarkung Oestrich knapp zwei Kilometer nördlich der Ortslage und wenige Hundert Meter westlich des Stadtteils Hallgarten an der Gemarkungsgrenze inmitten der Weinberge im Taleinschnitt des Solderbachs. Die 5215 Quadratmeter messende Friedhofsparzelle weist eine steile, nach Südwesten exponierte Hanglage zwischen 220 und 240 Meter Höhe auf mit viel altem Baumbestand. Von Oestrich aus ist der Friedhof erreichbar über eine Verlängerung der Römerstraße, die als landwirtschaftlicher Weg durch die Weinberge zum Jagdhaus Philippsburg bergan führt. Oberhalb des weißen Heiligenhäuschens an der Großen Hochwasserumleitung der Bundesstraße 42 zweigt ein Feldweg nach rechts zum Solderbach ab und führt nach rund 500 Meter Wegstrecke zu dem verschlossenen Tor des Friedhofs.